# Galerie Lyceum
Galerie Lyceum est une association bruxelloise de femmes artistes peintres des années 1910.

## Historique
Galerie Lyceum a été fondée en 1911 par notamment Alice et Emma Ronner, Anna Boch, Louise et Marie Danse, Juliette Wytsman, Berthe Art et Ketty Gilsoul-Hoppe. Cette même année 1911, le collectif a tenu sa première exposition de groupe. Tout porte à croire que cette association fut de courte durée.
Après la Société des femmes peintres et sculpteurs et le Cercle des femmes peintres, Galerie Lyceum était la troisième association regroupant exclusivement des artistes féminins à Bruxelles.